# Alexander Stephan
Alexander Stephan (Erlangen, 15 september 1986) is een Duitse doelman. In 2007 won hij met Nürnberg de DFB-Pokal. Hij speelde in de jeugdelftallen van ASV Niederndorf.

## Erelijst
- DFB-Pokal: 2006/07